# Rhygyfarch
Rhygyfarch, filho mais velho de Sulieno, a quem pode ter sucedido como bispo da Catedral de São David, em 1091, é o autor do livro A Vida de São David. Rhygyfarch também escreveu obras em latim, incluindo uma versão de seu saltério, conhecido como Saltério de Rhygyfarch e outra obra conhecida como Planctus Ricemarch (Lamento de Rhygyfarch), tratando sobre as invasões normandas no País de Gales.